# Sakralisierung
Als Sakralisierung (von „sakral“, lat. sacer, „heilig“) wird ein symbolischer, sozialer Zuschreibungsprozess bezeichnet, durch den eine Entität, also Personen, Dinge, Kollektive, Natur etc., normativ überhöht und als unverfügbare, durch nichts infrage zu stellende, dem menschlichen Handeln entzogene Instanz kommuniziert wird. Oft wird dieser wird durch einen solchen heiligenden Akt wie die Heiligsprechung oder eine Wallfahrt ein religiöser Sinn oder Zweck zugewiesen werden; meist wird ihre intensive affektive Verehrung normativ gefordert. Ein solcher heiligender Akt bzw. seine Wiederholung hat meist die Form einer Inszenierung bzw. eines (teils verschriftlichten) Rituals; es handelt sich um einen oder eine Folge von performativen Akten. Aber auch in nicht religiösen Kontexten erfolgen solche Zuschreibungen, z. B. bei Schwurverpflichtungen.
In der neuesten Zeit wurde die Bedeutung des Begriffs metaphorisch ausgeweitet; er wird heute auch für eine übertriebene, der Sache nicht angemessene Verehrung ursprünglich nichtreligiöser Phänomene und Instanzen gebraucht („Quasi-Sakralisierung“, vgl. auch „sakrosankt“).

## Gegenstände der Sakralisierung
Gegenstand der Sakralisierung können reale oder fiktive Personen, Heroen und spirituelle Anführer, Ahnen und Staatsgründer, Märtyrer und Asketen, Herrscher (siehe Gottesgnadentum) oder deren Insignien (z. B. die ungarische Stephanskrone), Nationen und ihre Fahnen, ethnische Gemeinschaften, Räume und Gebäude, Bilder, Texte (z. B. nationale Epen) oder Manuskripte und auch kriegerische Auseinandersetzungen (Heiliger Krieg) werden. In manchen Religionen werden auch Tiere sakralisiert, d. h. mit religiöser oder spiritueller Bedeutung zu aufgeladen, als verehrungswürdig betrachtet und in religiöse Rituale integriert. Dies kann von der Verehrung bestimmter Tiere als Gottheiten bis hin zur Symbolisierung religiöser Konzepte durch Tiere reichen (wie z. B. im Hinduismus der Affengott Hanuman oder der Weisheitsgott Ganesha mit Elefantenkopf).
Werden Personen zu Lebzeiten oder (wie im antiken Rom) nach ihrem Tode zur Gottheit überhöht, spricht man von Divinisierung (von lat. divus, „Gott“).

## Sakralisierung und Desakralisierung

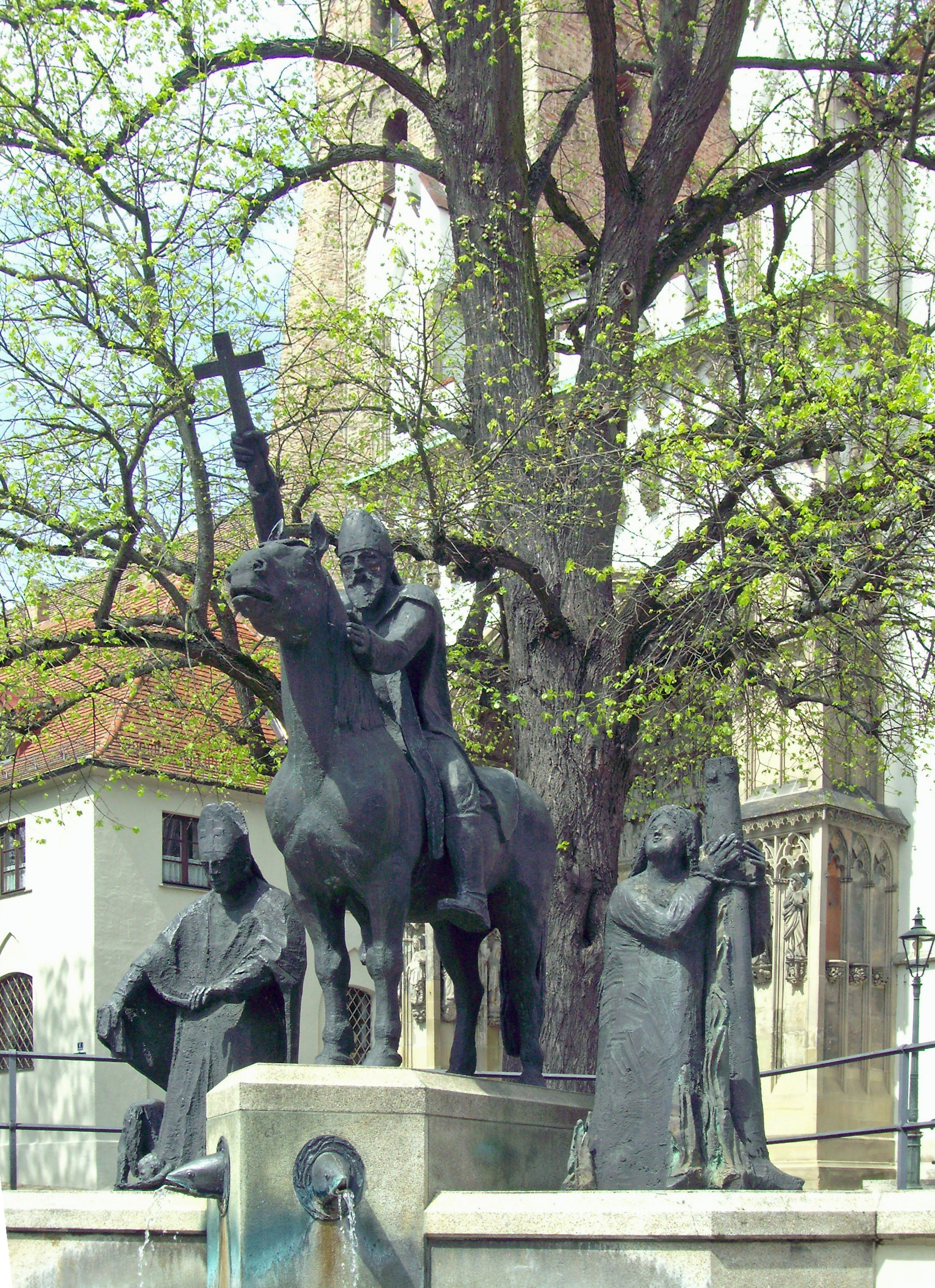
Bischof Ulrich von Augsburg (zu Pferd bei der Schlacht auf dem Lechfeld vor dem Augsburger Dom) wurde angeblich als erster 993 vom Papst persönlich heiliggesprochen.

Sakralisierung ist prinzipiell nie endgültig, sondern Gegenstand von stets neuen Aushandlungen und Kämpfen. Das Gegenteil von Sakralisierung ist die Desakralisierung, also ein Prozess, durch den eine sakralisierte Instanz ihren Status oder ihre Verehrung einbüßt, d. h. letztlich eine veränderte Zuschreibung. Manchmal sind diese Zuschreibungen auch fluid: In der Kultur der Hindu verschwimmt oft die Identität von Menschen, Helden und Göttern. Von Resakralisierung spricht man, wenn nach Phasen der Säkularisierung bzw. Desakralisierung die früher sakral verehrten Instanzen erneut sakralisiert werden.
Auf diese Weise vermeidet der Begriff der Sakralisierung eine essentialistische Unterscheidung zwischen den Bereichen des außerweltlichen, transzendenten Heiligen und des innerweltlichen Profanen. Er nimmt die Erhebung irdisch-säkularer Phänomene in den Kreis der sakral zu verehrenden Instanzen ebenso in den Blick wie die Möglichkeit der Desakralisierung von einstmals religiös verehrten Instanzen, Orten oder Formen der Verehrung, wie sie etwa mit der europäischen Aufklärung und der Wisseschaftsgläubigkeit verbunden war. Sakralisierung und Desakralisierung sind somit auch Ausdrucksformen von Prozessen sozialen Wandels.
Eine Desakralisierung kann entweder durch einen Akt oder aber schleichend durch den Verlust der psychologischen Evidenz des Sakralen erfolgen. Als kompensatorische, die transzendente Lücke füllende Reaktion auf Prozesse der Desakralisierung findet häufig eine Überhöhung und (zumindest metaphorische) Sakralisierung von Ersatzinstanzen statt (z. B. Moral, Wissenschaft, Kunst, Verfassung, Eigentum, Arbeit, Körper, Pop-Ikonen, Klasse, Kaste oder Rasse, Identität, Selbstverwirklichung). So führte die Entwicklung der modernen Naturwissenschaft einerseits zur Desakralisierung der Welt, während sie sich andererseits selbst eine letztinstanzliche Autorität zuschreibt und sich eine Aura des Sakralen verleiht.
Eine Sakralisierung geht oft einher mit der Ausbildung eines Kanons autoritativer Texte, der Verehrung von Bildern und Gegenständen sowie mit der Formulierung von Dogmen oder der Aufstellung von religiös-moralischen Verhaltensregeln. Prozesse der Desakralisierung sind oft verbunden mit Ikonoklasmen und der Profanierung von Kultstätten.
Auch politische Konzepte bzw. Strukturen erfahren aus strategischen Gründen eine Sakralisierung: Zwecks Machtlegitimation und -erhalt werden sie mit Tabu-, Opfer-, Verehrungs- und Erlösungsmotiven aufgeladen. Indem sich politische Macht als religiöses Surrogat stilisiert, versucht sie sich von vornherein möglichem Protest zu entziehen. Die Journalistin Anna Sauerbrey kritisiert dies als demokratiegefährdend: „Sakrale Narrative [...] sind zwar wirkungsvolle, aber in Wahrheit schwache Rechtfertigungen. Traditionell sind sie Teil von Rechtfertigungsstrategien totalitärer oder absolutistischer Herrschaft, aus gutem Grund. Sakrale Narrative [...] entbinden regelrecht von der Notwendigkeit einer echten Begründung der Legitimität von Herrschaft, Ideen oder Handeln, sei sie theoretisch oder auf den Nutzen gerichtet. In einer sakralen Erzählung wird jede Gegenmeinung zur Blasphemie, jede Kritik zur Gefahr für die Seele, jeder Kritiker zum Feind der Gemeinschaft der Seligen. Sakrale Begründungen immunisieren sich selbst und verhindern eine offene Debatte, wie sie in der Demokratie normal sein sollte.“

## Historische Beispiele

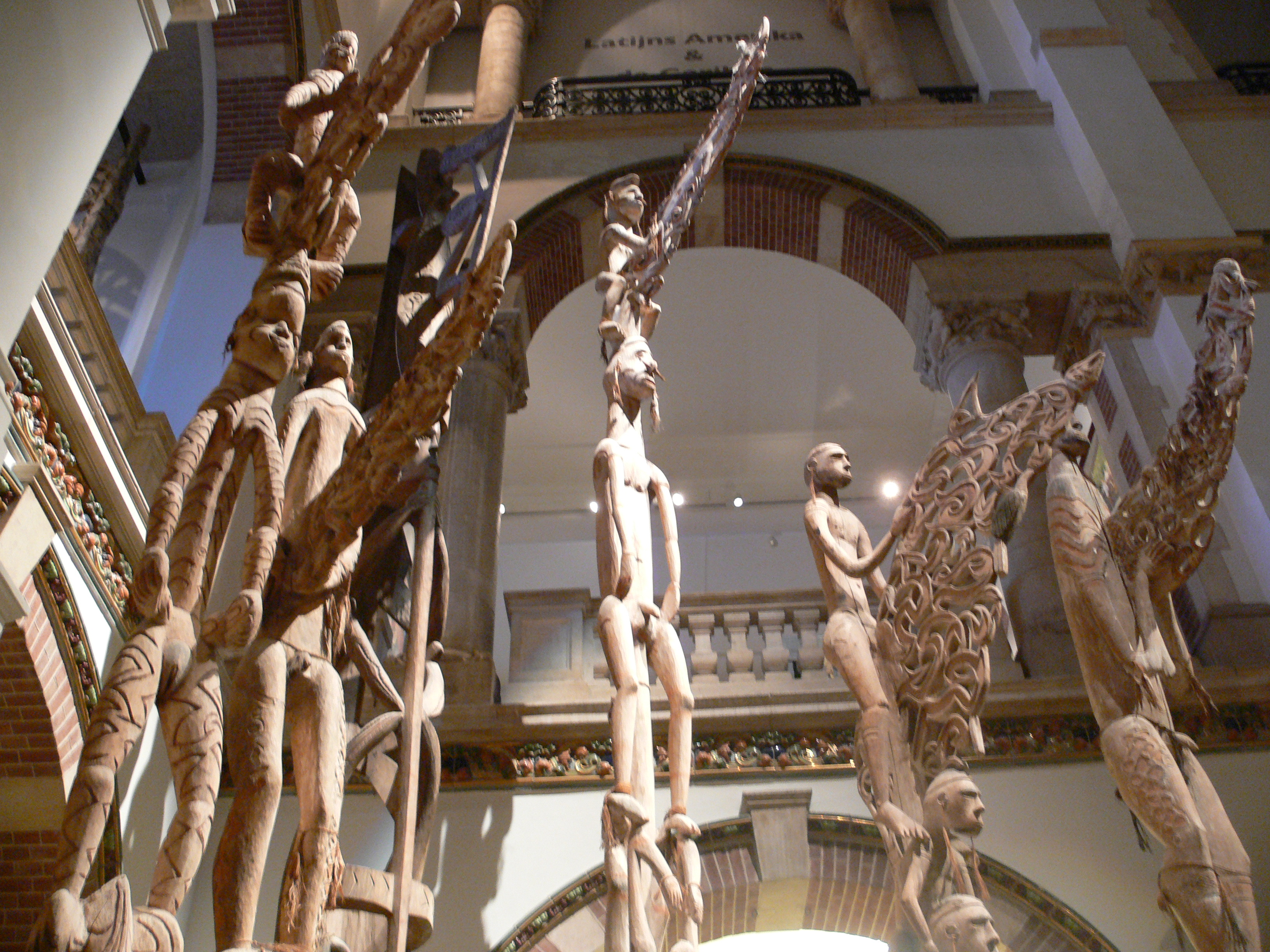
Ahnenverehrung: Ahnenpfähle der Asmat in Westneuguinea (Tropenmuseum Amsterdam). Hier gibt es keine Trennung zwischen den Bereichen der Diesseits und des Jenseits, des Profanen und des Sakralen.

In neolithischen Fernhändlerkulturen wurden Tauschmittel oft auch als sakrale Objekte verwendet (z. B. die Spondylus-Muschel). In vielen Kulturen erfuhren die Vorfahren eine sakrale Verehrung. Im Rahmen der alten Tempelkulturen wurden Tiere als Verkörperungen von Gottheiten, später auch Geld kultisch verehrt. Seit der Zeit Homers ist die kultische Verehrung von Heroen belegt.
Die Scheidung zwischen einer sakralen und einer profanen Welt, zwischen Transzendenz und Immanenz wird jedoch erst in den monotheistischen Religionen vollständig vollzogen; solange noch Natur- usw. Gottheiten verehrt werden, ist sie unvollständig. In der Spätantike vermischten sich die Konzepte des antiken Helden und des christlichen Heiligen. Mit dem Märtyrerkult entwickelt sich auch die christliche Reliquienverehrung.
Seit dem 11. Jahrhundert versuchte das deutsche Kaisertum das Heilige Römische Reich durch eine eigenständige Heiligkeit von der Kirche abzugrenzen und sich ihr als gleichwertig gegenüberzustellen. Auch wurden die Kreuzzüge sakralisiert, und zwar nicht nur im Sinne einer kirchenrechtlichen Legitimation als gerechter Krieg, sondern durch Entfachung einer wallfahrtsähnlichen religiösen Kriegsbegeisterung.

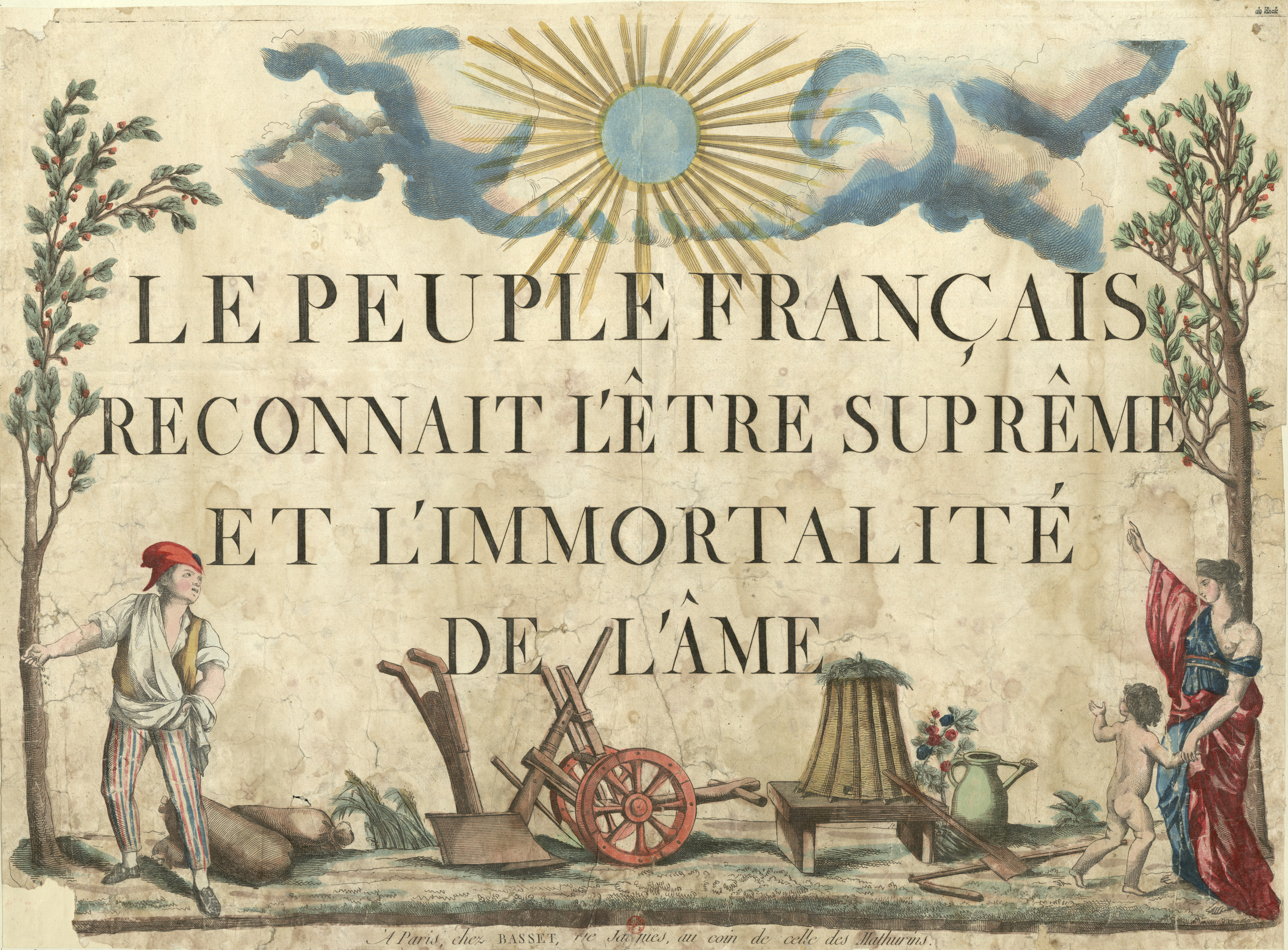
„Das französische Volk erkennt das höchste Wesen und die Unsterblichkeit der Seele an“ (anonym, 1794)

Durch die Religionskritik der Aufklärung wurden die religiösen Geltungsquellen des Sakralen von Voltaire und anderen in Frage gestellt. Nach d’Holbach sei Gott eine Projektion, in der Mensch das verehrt, was er an sich selber oder an den ihn umgebenden Dingen als Schwächen oder Unvollkommenheiten erkennt: Ewigkeit, Güte, Weisheit, Beherrschung der Natur. Ein solches Trugbild sei aber eine unsichere Basis für die Moral. Diese, die Natur und die Vernunft erfuhren vor und in der französischen Revolution eine gesteigerte sakrale Verehrung, etwa in Form des von Jacques-René Hébert propagierten Vernuftkultes oder des als neue Staatsreligion entworfenen deistischen Kultes des höchsten Wesens, den Maximilien Robespierre für wichtig für die soziale Ordnung hielt.
Nach den Revolutionen des 17. und 18. Jahrhunderts erlebte die Religion jedoch wieder einen Aufschwung; und dieses Wechselspiel zwischen De- und Resakralisierung scheint auch für heutige Gesellschaften typisch zu sein.
Im Zeitalter des Nationalismus erfuhren die Nation bzw. die ethnische Vergemeinschaftung quasireligiöse Verehrung. In Deutschland scheint dies ursprünglich auch ein Weg zur Überwindung der lähmenden konfessionellen Spaltung gewesen zu sein, später jedoch auch eine konservative Reaktion auf die Sakralisierung des Republikanismus als der Form politischer Vergesellschaftung in Frankreich. Auch in vielen ostmittel- und osteuropäischen Ländern wurde die Nation mit religiösen Deutungssystemen verbunden. Die Nation übernahm bestimmte Funktionen der Religion; sie forderte Opfer und stiftete individuellen Lebenssinn. 
Für die europäische Spätromantik und das Fin de Siècle wurden Kunstreligion und Künstlerkult charakteristisch.

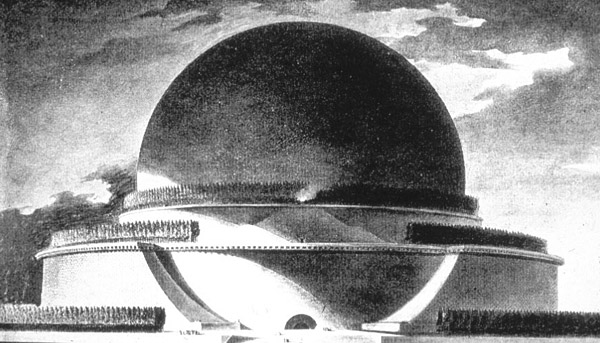
Étienne-Louis Boullée: Entwurf eines Kenotaphs für Isaac Newton (1784), Ausdruck eines Vernunft- und frühen Wissenschaftskults

Mit zunehmender Säkularisierung und „Entzauberung“ der Welt infolge des Vordringens der Wissenschaft unterlag auch diese Sakralisierungstendenzen, zuerst wohl bei Auguste Comte mit seiner Idee einer positivistischen Religion, die in Teilen Lateinamerikas als Staatsreligion verehrt wurde. Das Beispiel zeigt die identitätsstiftende Wirkung von Sakralisierungsprozessen: Mit Hilfe der positivistischen Doktrin wollte man sich vom spanischen Katholizismus abgrenzen, gesellschaftliche Spaltungen beheben und den Einfluss von Mystizismus und Religion begrenzen. In den ökonomisch-philosophisch-juristischen Konzepten des liberalen Besitzindividualismus und des modernen (Neo-)Proprietarismus wird das Eigentum zu einer unantastbaren Instanz überhöht. politische Anführer wurden durch Personenkult (ein von Karl Marx geprägter Begriff) immer wieder sakralisiert.
Jürgen Habermas rechnet angesichts des postsäkularen Charakters des frühen 21. Jahrhunderts mit einem stärkeren gesellschaftlichen Bedürfnis nach einer spirituellen „Wiederverzauberung“ der Welt. So hat sich die vorherige Tendenz zur Entsakralisierung der Natur in eine Tendenz zur (Re-)Sakralisierung und spirituellen Aufladung gewandelt.
In neuerer Zeit erfährt bspw. der Körper eine Quasi-Sakralisierung durch die Fitnesskultur, was in der Metapher der „Gesundheitsreligion“ oder in der Formulierung vom „Essen als Ersatzreligion“ seinen Ausdruck findet. Schließlich kommt es als Reaktion auf postmoderne Identitätskrisen zu einer inflationären Quasi-Sakralisierung von Identitäten, die als monolithisch und unantastbar dargestellt werden und der Abgrenzung dienen. Aber auch politische Kulturen (in Form der Zivilreligion) werden heute sakralisiert. Der Versuch von Hans Joas, durch eine „Sakralisierung der Person“ eine neue Legitimation für die nicht rational zu begründende Allgemeingültigkeit und Unverfügbarkeit der Menschenrechte zu geben, setzt allerdings eine globale Kodifikation voraus. Nicht zu verwechseln ist dies mit der narzisstischen Sakralisierung des Selbst als Folge der fast unbegrenzten Möglichkeiten digitaler Selbstinszenierung, z. B. durch Influencer.